# Francesco Guidolin
Francesco Guidolin (Castelfranco Veneto, 3 oktober 1955) is een Italiaans voetbalcoach en voormalig speler, die als middenvelder onder meer uitkwam voor Hellas Verona. Na zijn actieve loopbaan stapte hij onmiddellijk het trainersvak in. Guidolin had sinds 1986 onder meer Empoli, Atalanta Bergamo, Genoa CFC, AS Monaco, Parma FC en Udinese onder zijn hoede.
Op 3 oktober 2016 ontdeed Swansea City zich van de begin 2016 aangetreden Guidolin, uitgerekend op diens 61ste verjaardag. Onder leiding van de Italiaan was de club in de degradatiezone beland in het seizoen 2016/17. Swansea behaalde met Guidolin slechts op de openingsdag van het seizoen een overwinning. Voor zijn opvolging viel de keuze van de club uit Wales uiteindelijk op de Amerikaan Bob Bradley, nadat ook was gesproken met onder anderen voormalig Welsh international Ryan Giggs. Met Guidolin vertrokken ook drie van zijn landgenoten uit de technische staf  van de club uit Wales: Diego Bortoluzzi, Gabrielle Ambrosetti en Claudio Bordon.